# Segarcea-Vale, Teleorman
Segarcea-Vale este satul de reședință al comunei cu același nume din județul Teleorman, Muntenia, România.